# Digital pung
En digital pung refererer til en elektronisk enhed, der giver en mulighed til at foretage e-handels transaktioner. Dette inkluderer både køb af ting online med en computer eller køb med en smartphone i en butik. En persons bankoplysninger kan også forbindes med den digitale pung, ligesom de også kan have deres kørekort, sundhedskort, bonuskort og andre ID dokumenter opbevaret på telefonen. Legitimationsskrivelserne kan videreføres til en butiksterminal trådløst via nærfeltskommunikation (NFC). Digitale punge bliver i stigende grad lavet, ikke blot til basale finansielle transaktioner, men også til at fastslå en holders legitimation. Som eksempel vil en digital pung kunne bekræfte alderen på en køber overfor butikken, ved eksempelvis køb af alkohol. Systemet er allerede blevet populært i Japan, hvor digitale punge er kendt som Osaifu-Keitai eller "wallet mobiles".